# Rudolph Speer
Rudolph Speer (* 4. März 1849 in Waren/Müritz; † 16. Januar 1893 in Berlin) war ein deutscher Architekt und Hochschullehrer.

## Leben
Rudolph Speer, Sohn des Zimmermeisters Carl Speer (1819–1856), besuchte die Handwerkerschule in Schwerin, ging 1868 nach Berlin und machte dort eine Ausbildung in den Architekturbüros von August Orth, Kayser & von Großheim sowie Gropius und Schmieden. Bei letzteren war er von 1873 bis 1879 als Mitarbeiter tätig. 1879 war er Gründungsmitglied der Vereinigung Berliner Architekten (VBA). Ab 1879 war er als Privatbaumeister (selbständiger Architekt) und Lehrer an der Unterrichtsanstalt des Kunstgewerbemuseums Berlin tätig. Er lehrte Elementares Ornamentzeichnen, Geometrisches Zeichnen und Projektionslehre bis zum Jahr 1893. 1881 trat er in das Architekturbüro Schmieden und von Weltzien ein, und 1883 wurde er Teilhaber des dann Schmieden, von Weltzien und Speer genannten Büros. Nach dem Weggang von Weltziens firmierte das Büro unter Schmieden und Speer.

## Bauten
siehe Gropius, Schmieden und von Weltzien, vergleiche Weblinks